# (158) Coronis
(158) Coronis és un asteroide de tipus S del cinturó principal. Va ser descobert per Viktor Knorre el 4 de gener de 1876 a l'observatori de Berlín. Va ser el primer dels seus quatre descobriments d'asteroides. Li va posar el nom de Coronis, del grec Κορωνίς, fent referència a l'heroïna de la mitologia grega. Encara que l'asteroide mateix no és massa espectacular, la família Coronis anomenada en honor seu és una de les més importants. Un membre de la família, (243) Ida, ha estat visitat per una sonda espacial, i dona algunes idees sobre com els altres asteroides de la família podrien ser. Basant-se en un model construït a partir de la corba de llum, es creu que la forma de Coronis s'assembla a la d'Ida, tot i que és una mica més gros.